# Военно-морские силы Филиппин
Военно-морские силы Филиппин (таг. Hukbong Dagat ng Pilipinas) — один из видов вооружённых сил республики Филиппины.

## История
Оборудование портов для базирования кораблей испанского военного флота началось в колониальный период, когда Филиппины являлись колонией Испании.
После испано-американской войны 1898 года Филиппины стали зависимой от США территорией. В ходе второй мировой войны архипелаг был оккупирован японскими войсками.
4 июля 1946 года Филиппинам была предоставлена независимость, началось создание подразделения береговой охраны.
В 1950 году было принято решение о создании батальона морской пехоты, а 5 января 1951 года - о создании военно-морского флота.
В конце 1975 года ВМС насчитывали 14 тыс. человек, 46 различных катеров, 4 базовых тральщика, 11 десантных кораблей и 5 батальонов морской пехоты.
В марте 2013 года для морской авиации в Италии были заказаны вертолёты AW-159 (полученные в 2014 году).
В 2015 году общая численность личного состава ВМС составляла 24 тыс. человек.
- на вооружении флота находились 1 фрегат УРО, 13 корветов, 15 больших и 34 малых патрульных катера, два десантных войсковых транспорта, 5 танкодесантных кораблей, 26 десантных катеров, 109 бронетранспортёров, 31 буксируемая гаубица калибра 105 мм[2].
- авиация ВМС насчитывала 6 самолётов и 4 вертолёта[2].

## Современное состояние
ВМС включают в себя флот, морскую пехоту и морскую авиацию. 
По состоянию на начало 2022 года общая численность военно-морских сил Филиппин составляла 24,5 тыс. человек
- на вооружении флота имелись один фрегат, один корвет, три оборудованных ангарами сторожевых корабля типа «Дель Пилар», семь сторожевых кораблей, два десантных транспорта-дока «Тарлак», 4 танкодесантных корабля, 5 танкодесантных судов, 6 танкодесантных катеров, 50 патрульных катеров и шесть вспомогательных судов (одно океанографическое исследовательское судно, три танкера, войсковой транспорт и др.)[1]
- Шесть фрегатов класса Abukuma были включены в состав японских морских сил самообороны (JMSDF) и переданы ВМС Филиппин.
- авиация ВМС насчитывала десять транспортных самолётов (три BN-2A «Defender», два «Cessna 177», 5 Beech-90 «King Air»), 2 противолодочных вертолёта AW-159 и 13 транспортных вертолётов (четыре Ми-171, три AW-109, два AW-109E и четыре Bo-105)[1].
- морская пехота насчитывала 8,3 тыс. человек, 67 плавающих бронетранспортёров (8 AAV-7A1, 4 LVTH-6 и 55 LVTP-7), 42 колёсных бронетранспортёра (19 LAV-150 «Коммандо» и 23 LAV-300), шесть 155-мм гаубиц М-71 «Солтам», 31 105-мм гаубиц и несколько 107-мм миномётов М30[1].